# 沃谢勒莱索蒂
沃谢勒莱索蒂（法語：Vauchelles-lès-Authie，法語發音：[voʃɛl lɛz‿oti]，意为“欧蒂附近的沃谢勒”）是法国上法蘭西大區索姆省的一个市镇，属于亚眠区。

## 地理
沃谢勒莱索蒂（50°5'52"N, 2°28'29"E）面积4.7 平方千米，位于法国上法蘭西大區索姆省，该省份为法国北部沿海省份，北起加来海峡省和北部省，西接滨海塞纳省和大西洋英吉利海峡，南至瓦兹省，东临埃纳省。
与沃谢勒莱索蒂接壤的市镇（或旧市镇、城区）包括：阿尔凯沃、欧蒂、卢旺库尔、马里约、蒂耶夫尔。
沃谢勒莱索蒂的时区为UTC+01:00、UTC+02:00（夏令时）。

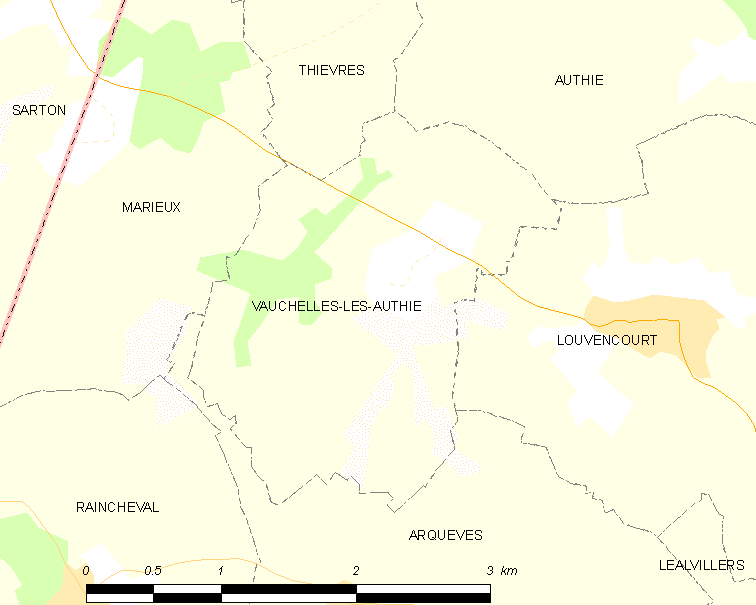
沃谢勒莱索蒂的OSM定位图

## 行政
沃谢勒莱索蒂的邮政编码为80560，INSEE市镇编码为80777。

## 政治
沃谢勒莱索蒂所属的省级选区为阿尔贝县。

## 人口

1962-2008年间沃谢勒莱索蒂人口变化图示

沃谢勒莱索蒂于2022年1月1日时的人口数量为135人。